# Lincluden Collegiate Church

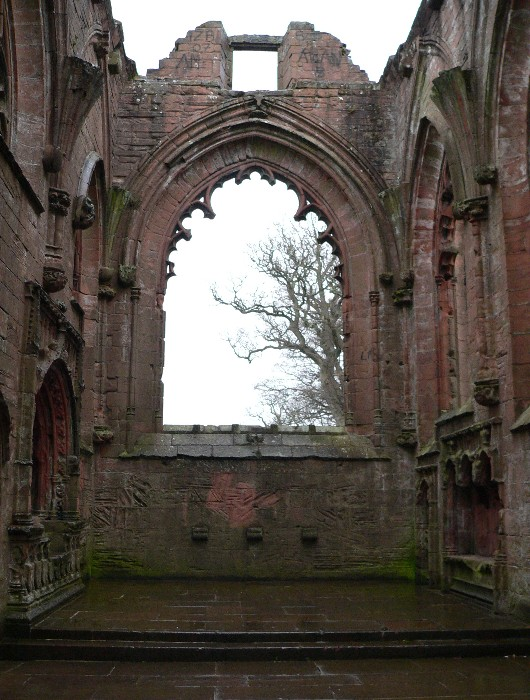
Het koor van de kerk.

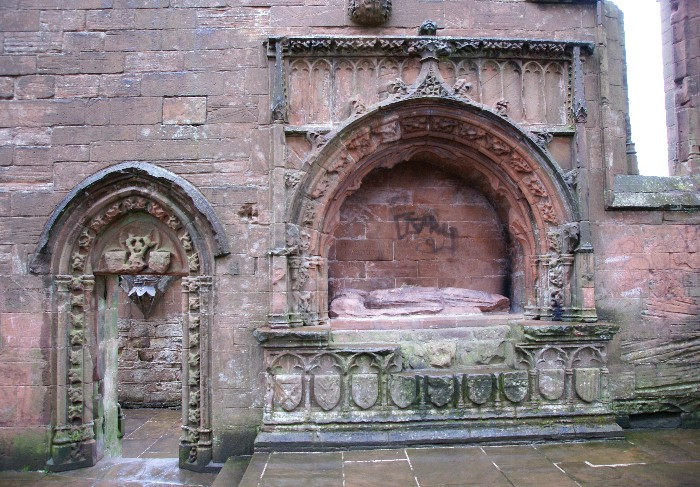
Het graf van prinses Margaret.

Lincluden Collegiate Church is de ruïne van een vijftiende-eeuwse kerk met bijgebouwen ten noorden van Dumfries in de Schotse regio Dumfries and Galloway.

## Geschiedenis
Oorspronkelijk bevond zich op deze locatie een motte. De plaats werd later geschonken aan Benedictijnse nonnen, die er in 1164 een convent stichtten. In 1389 werd het convent nadat het in verval geraakt was, weer uitgebreid tot een Collegiate Church door Archibald the Grim, derde graaf van Douglas en zoon van James Douglas. Het koor en de transepten zijn in deze periode vermoedelijk ontworpen door John Morrow, afkomstig uit Frankrijk. De gotische ramen in Lincluden Collegiate Church lijken namelijk op de ramen die hij ontwierp in Paisley Abbey en Melrose Abbey.
Rond 1530 werden de bijgebouwen verder uitgebreid. Vermoedelijk door provost William Stewart. In 1590 werd de laatste provost uit zijn ambt gezet. De kerk raakte hierdoor in onbruik. De bijgebouwen bleven nog langere tijd bewoond. In de zeventiende eeuw werden ze echter ook verlaten. De lokale bevolking gebruikte de stenen van het complex voor andere gebouwen in de regio. Pas vanaf het einde van de negentiende eeuw werden de ruïnes beschermd.

## Bouw
In de eenentwintigste eeuw is er slechts een beperkt gedeelte bewaard gebleven van het complex. Van de kruiskerk is alleen een gedeelte van het oostelijk gelegen koor en van het zuidelijke transept overgebleven. Aan de noordzijde van het koor staat er een reeks bijgebouwen die aan elkaar vastgebouwd zijn. Uiterst noordelijk in deze rij staat een woontoren.
Ten oosten van het complex zijn in het landschap duidelijk de etages te herkennen van een zestiende-eeuwse siertuin. Ook de oorspronkelijke motte, ten zuidoosten van de kerk, maakt hiervan deel uit.

## Graf
In de ruïne van het koor ligt de tombe van prinses Margaret. Zij was de echtgenote van Archibald, vierde graaf van Douglas en was de dochter van Robert III van Schotland. Zij overleed rond 1450.

## Beheer
Lincluden Collegiate Church wordt beheerd door Historic Environment Scotland.